# Bartholomeus Assteyn

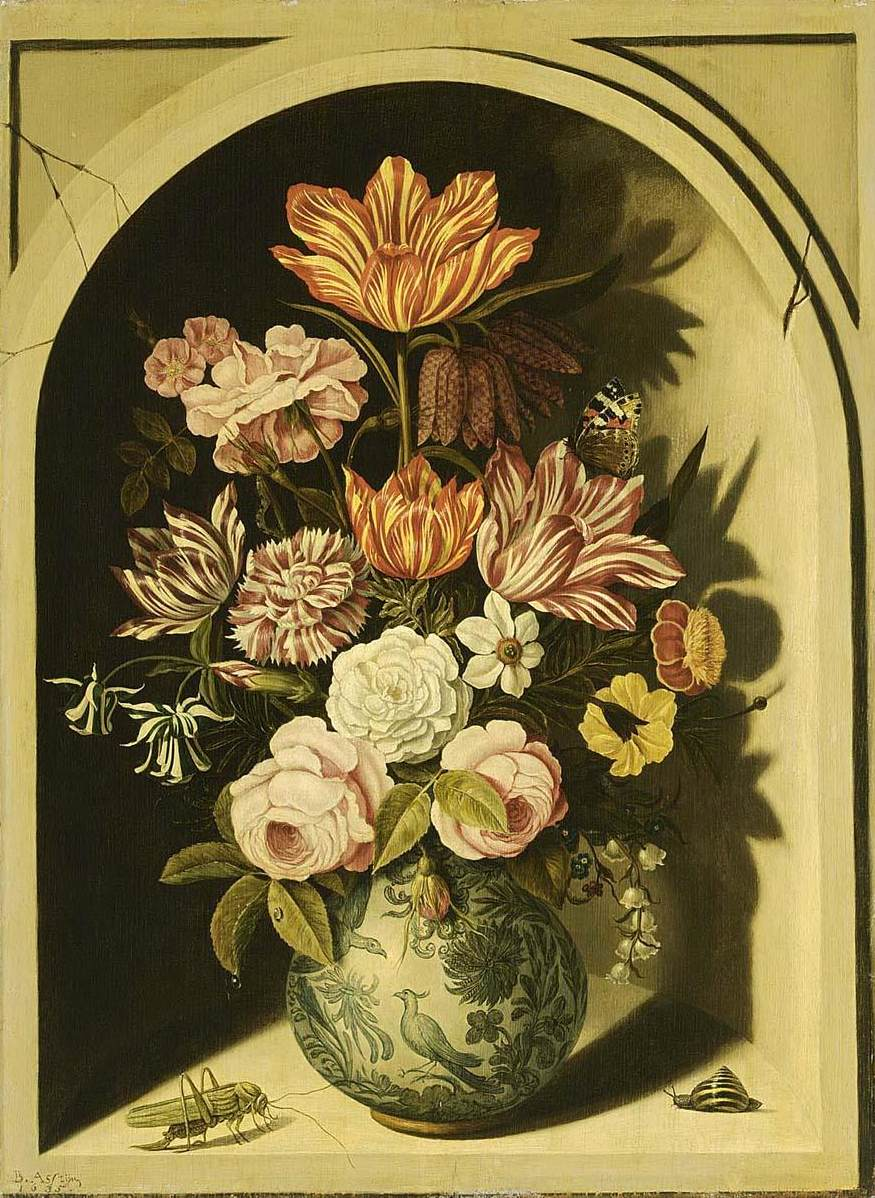
Natură moartă de Bartholomeus Assteyn, colecție privată, 1635

Bartholomeus Abrahamsz Assteyn (n. 1607, Dordrecht, Olanda de Sud, Țările de Jos – d. anii 1670, Dordrecht, Olanda de Sud, Țările de Jos) a fost un pictor neerlandez.

## Biografie
Bartolomeu Assteyn a fost fiul unui pictor din Gent, Abraham Bartholomeusz. În anul 1631 a devenit membru al Breslei Sfântului Lukas din Dordrecht. Assteyn a trăit împreună cu familia sa în Vriesestraat. În 1651 a fost înregistrat drept contabil pentru frăția locală de pictori. Data exactă a morții sale nu este cunoscută; ultima sa lucrare autentificată datează din anul 1669. Assteyn a fost un artist productiv. Deși nu este considerat a fi inovator, a creat remarcabile picturi de viață moartă. Compozițiile lui Assteyn sunt destul de influențate de Johannes Bosschaert, iar tehnica sa de pictură amintește de Balthasar van der Ast.